# Vincent Lavenu
Vincent Lavenu, nascido a 12 de janeiro de 1956 em Briançon nos Hautes-Alpes, é um gerente desportivo e antigo ciclista francês. Profissional de 1983 a 1991, ganhou uma etapa da Route du Sud. Desde 1992, foi director desportivo e depois gerente da equipa AG2R La Mondiale, antes chamado Casino e Ag2r Prévoyance.

## Palmarés
- 1988
  - 1 etapa da Volta a Portugal

- 1990
  - 1 etapa da Route du Sud

## Resultados nas grandes voltas

### Tour de France
- 1989 : 65.º